# Allée couverte de Lann Vraz
L'allée couverte de Lann Vraz, appelée aussi allée couverte de Kerlauret, est une allée couverte située sur la commune de Moëlan-sur-Mer, dans le département français du Finistère.

## Description
L'édifice est en grande partie ruiné, plusieurs dalles sont manquantes, dont au moins neuf piliers. D'après le plan de du Châtellier et au vu de ce qu'il en demeure, on peut estimer la longueur totale de l'allée à 13 m et sa largeur à 2,50 m. Elle est orientée sud-est/nord-ouest. La chambre proprement dite mesure 2,40 m de longueur sur 1,50 m de largeur. Elle est de forme vaguement rectangulaire, les côtés n'étant pas symétriques. Le dernier pilier mesure 1,50 m de hauteur. Le couloir d'accès n'a conservé que six piliers (un au sud-ouest, cinq au sud-est) dont la hauteur n'excède pas 0,75 m. Ils sont inclinés vers l'axe central du couloir et cette inclinaison ne semble pas accidentelle. Toutes les pierres sont en granite rose de Moëllan. 